# Cabeceiras do Piauí
Cabeceiras do Piauí là một đô thị thuộc bang Piauí, Brasil. Đô thị này có diện tích 608,505 km², dân số năm 2007 là 9434 người, mật độ 15,5 người/km².